# اشرف (خداآفرین)
اشرف یکی از روستاهای استان آذربایجان شرقی است که در دهستان کیوان بخش مرکزی شهرستان خداآفرین واقع شده‌است.این روستا ۲۴ نفر جمعیت دارد.